# سبيس إكس CRS-2
سبيس إكس CRS-2 المعروفة أيضا باسم SPX-2  هي رحلة غير مأهولة وهي الرحلة الرابعة لمركبة سبيس اكس دراجون الفضائية، وتُعتبر الرحلة الخامسة والأخيرة لمركبة الإطلاق فالكون 9 في 1.0 [الإنجليزية]، وثاني مهمة تشغيلية لشركة سبيس إكس مع وكالة ناسا بموجب عقد خدمات النقل المداري التجاري [الإنجليزية].
أطلقت سبيس إكس الرحلة في 1 مارس 2013،  وعند وصولها إلى المدار حدثت مشكلة فنية بسيطة في مركبة دراجون الفضائية التي تتضمن كبسولات نظام تحكم رد فعلي، ولكنها كانت قابلة للاسترداد،  في 26 مارس 2013 عادت المركبة وسقطت في المحيط الهادئ في الساعة 16:34 بالتوقيت العالمي.

## التاريخ

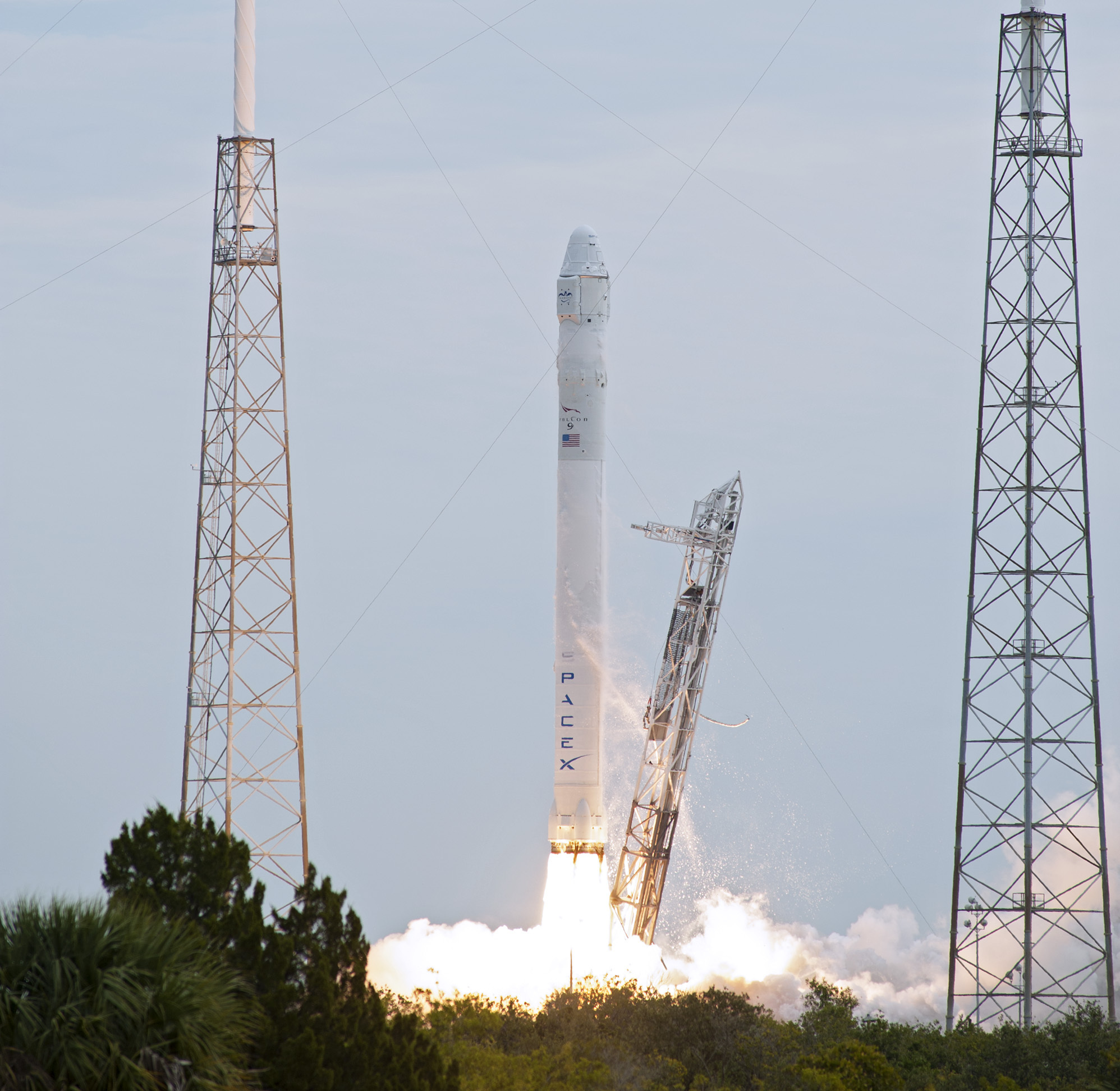
إطلاق سبيس إكس CRS-2 فالكون 9 في 1 مارس 2013

تم تأجيل عملية شحن «المرحلة الأولى من فالكون 9» من تكساس إلى موقع الإطلاق في فلوريدا خلال التحقيقات المُتعلقة بتعطل المحرك في الرحلة السابقة،  وفي أواخر نوفمبر 2012 تم نقل «CRS-2 فالكون 9» إلى قاعدة كيب كانافيرال للقوات الجوية في فلوريدا،  وأُجري "اختبار الإطلاق الثابت [الإنجليزية]" لمركبة الإطلاق في 25 فبراير 2013.

## الحمولة
عند إطلاق صاروخ «دراغون 9» كان يحمل نحو 1,493 رطل (677 كـغ) من البضائع، منها 1,268 رطل (575 كـغ) بدون تغليف،  تشمل البضائع 178 رطل (81 كـغ) من إمدادات الطاقم، و766 رطل (347 كـغ) من أجهزة التجارب، و298 رطل (135 كـغ) من أجهزة المحطة، وغيرها من العناصر المتنوعة منها نسخة من أغنية "Up in the Air" لفرقة 30 سكوندز تو مارس في قرص مضغوط، والتي عُرضت لأول مرة خلال بث تلفزيوني لوكالة ناسا من محطة الفضاء الدولية في 18 مارس 2013 من المحطة.
أعادت المركبة حمولة بضائع يبلغ وزنها 3,020 رطل (1,370 كـغ)، من بينها 2,668 رطل (1,210 كـغ) بدون تغليف، وشملت الحمولة المُعادة 210 رطل (95 كـغ) من إمدادات الطاقم، و1,455 رطل (660 كـغ) من أجهزة التجارب، و884 رطل (401 كـغ) من معدات المحطة الفضائية، و84 رطل (38 كـغ) من معدات بدلات الفضاء وأشياء أخرى متنوعة.

## باقي المهمة (من 3 إلى 26 مارس)

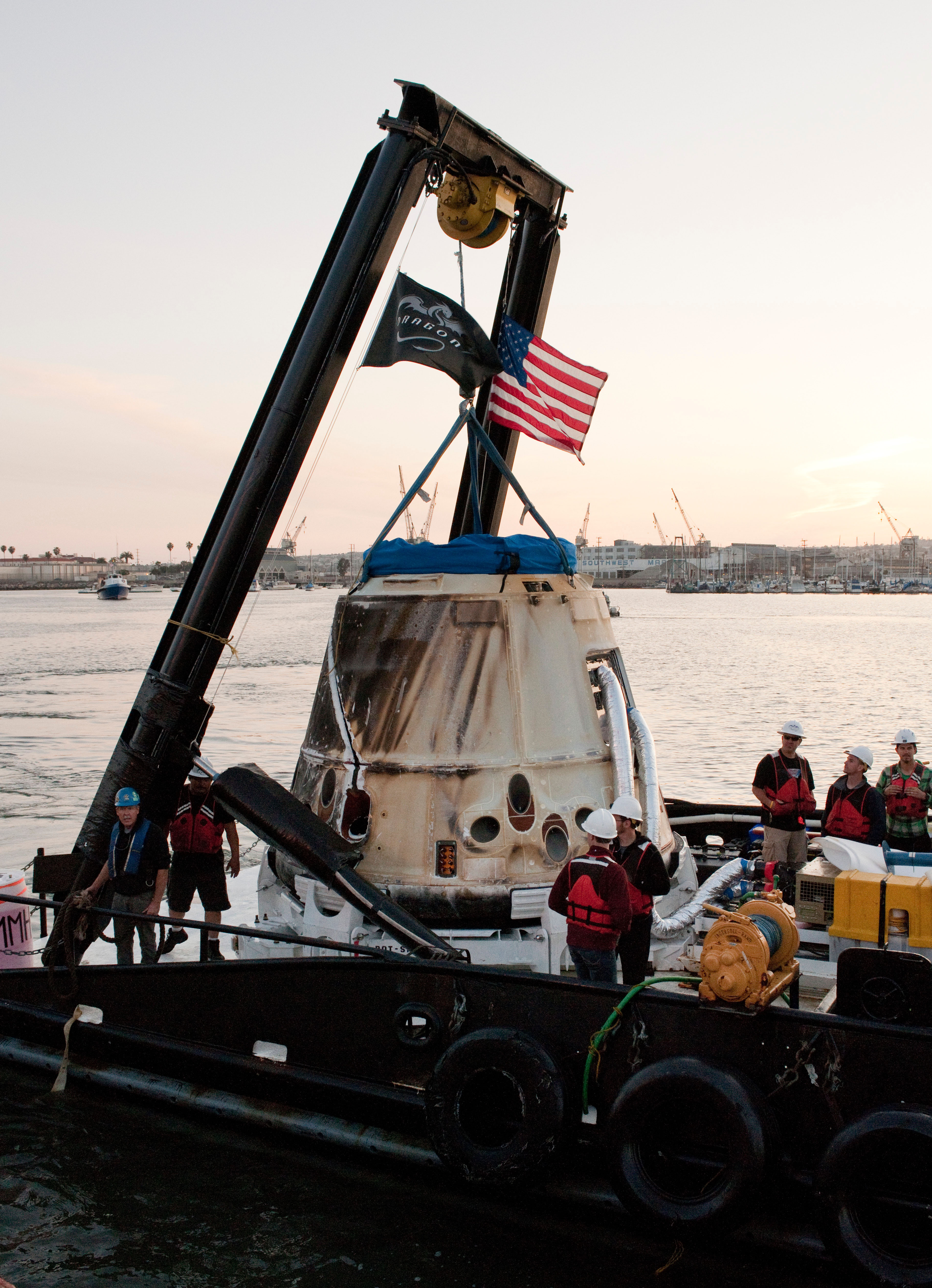
كبسولة دراجون بعد نقلها إلى الشاطئ في 27 مارس 2013

في 6 مارس 2013 إزال نظام الخدمة المتنقلة كندارم 2 قضبان التثبيت من صندوق دراجون، وهي أول مرة تُسلم مركبة فضائية تجارية شحنة غير مضغوطة إلى محطة الفضاء الدولية.
وبسبب سوء الأحوال الجوية في موقع الهبوط المُحدد في المحيط الهادئ تأجلت عودة المركبة الفضائية إلى الأرض إلى 26 مارس بدلًا من 25 مارس.

## طالع أيضًا
- سبيس إكس CRS-1 [الإنجليزية]

## روابط خارجية
- صفحة مهمة SpaceX التابعة لناسا
- مجموعة أدوات SpaceX CRS-2 الصحفية (فبراير 2013)
- مقاطع فيديو على يوتيوب:
  - اختبار الإطلاق الثابت - (spacexchannel)
  - المؤتمر الصحفي قبل الإطلاق - (ReelNASA)
  - عملية الإطلاق - (ReelNASA)
  - وصول دراجون إلى محطة الفضاء الدولية - (ReelNASA)
  - مغادرة دراجون محطة الفضاء الدولية - (ReelNASA)
  - وصول كبسولة دراجون إلى الشاطئ - (NASAtelevision)